# Giám đốc (doanh nghiệp)

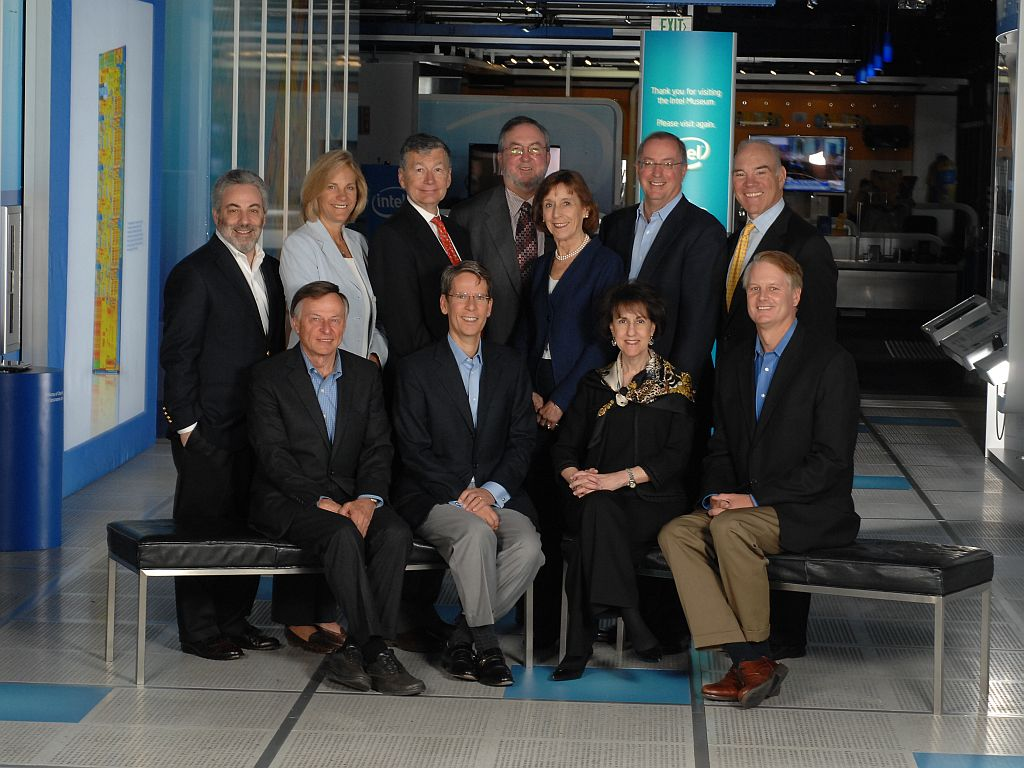
Ban giám đốc Intel

Giám đốc là một người từ một nhóm người quản lý dẫn dắt hoặc giám sát một khu vực cụ thể của một công ty. Các công ty sử dụng thuật ngữ này thường có nhiều giám đốc trải rộng trên các chức năng hoặc vai trò kinh doanh khác nhau (ví dụ: giám đốc nhân sự). Giám đốc thường báo cáo trực tiếp cho phó chủ tịch hoặc giám đốc điều hành trực tiếp để cho họ biết tiến độ của tổ chức. Các tổ chức lớn đôi khi cũng có trợ lý giám đốc hoặc phó giám đốc. Giám đốc thường đề cập đến cấp điều hành thấp nhất trong một tổ chức, nhưng nhiều công ty lớn sử dụng chức danh phó giám đốc thường xuyên hơn. Một số công ty cũng có giám đốc vùng và giám đốc khu vực. Giám đốc vùng có mặt tại các công ty được tổ chức theo địa điểm và có phòng ban của họ theo đó. Họ chịu trách nhiệm về các hoạt động cho quốc gia cụ thể của họ. Mặc dù các giám đốc là giai đoạn đầu tiên trong nhóm điều hành, giám đốc khu vực được coi là cao hơn, dựa trên công việc mà họ kiểm soát .

## Chức danh công ty
Chức danh công ty (thường được gọi là chức vụ doanh nghiệp) là các chức danh được trao cho các cá nhân trong một doanh nghiệp tùy thuộc vào vai trò của họ và cũng thể hiện nhiệm vụ và trách nhiệm trong vai trò cụ thể đó. Doanh nghiệp càng lớn thì càng có nhiều danh hiệu như CEO, COO và giám đốc điều hành.
Những người có vai trò cao hơn trong một công ty như các vị trí ưu tú thường được gọi là "Tổng" và những người có vai trò thấp hơn trong công ty là những nhân viên đơn giản thực hiện các công việc hàng ngày. Có rất nhiều chức vụ trong một công ty như giám đốc điều hành, tổng giám đốc điều hành, giám đốc quản lý và chủ tịch.
Cấu trúc doanh nghiệp bao gồm bốn lĩnh vực chính:
- Ban giám đốc- giám sát một bộ phận và duy trì khu vực trách nhiệm hoạt động đầy đủ là bên cạnh các giám đốc điều hành cấp C trong hệ thống phân cấp công việc của công ty. Họ giám sát các nhiệm vụ hàng ngày của doanh nghiệp hoặc công ty.
- Nhân viên- Vai trò này được xếp hạng ở cuối cấu trúc. Nhân viên làm việc trên các công việc và mục tiêu hàng ngày hoặc trong một nhóm hoặc nhắm mục tiêu riêng cho mục tiêu chung đó.[3]

## Cấu trúc một ban giám đốc
Tùy thuộc vào quy mô của một tổ chức hoặc một công ty, số lượng giám đốc có thể khác nhau. Các công ty mới thành lập có thể có một giám đốc duy nhất, tối thiểu cho một công ty tư nhân theo luật định. Tuy nhiên, khi các tổ chức và doanh nghiệp mở rộng, số lượng giám đốc có thể tăng lên vì có quá nhiều nhiệm vụ và trách nhiệm. Ví dụ, nếu công ty mở rộng và có nhiều bộ phận, như tài chính, bán hàng, tiếp thị, sản xuất và CNTT, thì doanh nghiệp có thể thành lập ban giám đốc, với mỗi giám đốc giám sát một bộ phận và duy trì trách nhiệm hoàn toàn trong bộ phận đó.
Một ban giám đốc đảm bảo rằng một cấu trúc vạch ra rõ ràng được đặt ra sẽ giúp doanh nghiệp làm việc hiệu quả hơn nhiều.
Các doanh nghiệp và tổ chức lớn hơn sẽ tạo thành một cấu trúc ban giám đốc rõ ràng như sau:
Chủ tịch - Vai trò đặc biệt này trong công ty thường là một vai trò không điều hành cũng có nhiệm vụ giám sát toàn bộ doanh nghiệp hoặc tổ chức.
Giám đốc quản lý - Một giám đốc quản lý được tuyển dụng bởi doanh nghiệp, thường là do chủ tịch. Các vai trò khác bao gồm điều hành doanh nghiệp và xuất lương. Giám đốc quản lý quản lý ban giám đốc, giám sát hoạt động của doanh nghiệp và báo cáo lại cho Chủ tịch.
Giám đốc điều hành - Một nhóm các giám đốc điều hành, những người từng đóng một vai trò quan trọng trong công ty. Họ duy trì trách nhiệm hoàn toàn đối với các phòng ban tương ứng như Tài chính, Tiếp thị và Bán hàng. Mỗi giám đốc quản lý bộ phận của họ đảm bảo rằng các nhiệm vụ và mục tiêu đang được đáp ứng. Giám đốc điều hành cũng nằm trong Ban giám đốc.
Giám đốc không điều hành - Những người này tư vấn cho doanh nghiệp bằng cách đề xuất các hình thức chiến lược khác nhau và cũng quyết định thù lao của các giám đốc điều hành.
Có một cơ cấu rõ ràng trong doanh nghiệp có tác động tích cực đến nhân viên và nó cũng giúp tổ chức kinh doanh. Bằng cách có một đội ngũ giám đốc điều hành, nhân viên có thể báo cáo với giám đốc điều hành của họ nếu có vấn đề hoặc vấn đề xảy ra.

## Giám đốc quản lý
Giám đốc quản lý giám sát hoạt động của toàn bộ công ty và sau đó có nhiệm vụ báo cáo lại cho Chủ tịch hoặc Hội đồng quản trị. Chủ tịch hoặc hội đồng quản trị có thể đặt ra các mục tiêu hàng ngày và hàng tuần, mà các nhân viên đang làm việc trong các phòng ban tương ứng của họ phải đáp ứng. Giám đốc quản lý cũng có vai trò báo cáo tiến độ của họ để hội đồng quản trị có thể đánh giá nó để xem liệu các mục tiêu đã đạt được hay chưa.

### Vai trò bao gồm
- Duy trì hiệu suất tổng thể của công ty và đặc biệt là các phòng ban bên trong.
- Sản xuất và lập kế hoạch chiến lược và mục tiêu hoạt động chiến lược cho tương lai lâu dài. Cũng đảm bảo tất cả các mục tiêu ngắn hạn đã đạt được.
- Giữ liên lạc thường xuyên với ban giám đốc hoặc chủ tịch và duy trì mối quan hệ tích cực.

## Giám đốc điều hành
Giám đốc điều hành trong một công ty hoặc một tổ chức thường là từ ban giám đốc và giám sát một bộ phận cụ thể trong tổ chức như Tiếp thị, Tài chính, Sản xuất và CNTT. Giám đốc điều hành phải đảm bảo rằng tất cả nhân viên trong bộ phận của mình đang đạt được các mục tiêu đã được thiết lập và cũng phải đưa ra quyết định hàng ngày trong bộ phận.

### Vai trò bao gồm
- Giám sát bộ phận cụ thể của họ như Tài chính, Tiếp thị hoặc Sản xuất.
- Duy trì vai trò của người ra quyết định cụ thể trong bộ phận.
- Phân tích và đánh giá hiệu quả của các công việc hàng ngày trong các phòng ban và đảm bảo tất cả các mục tiêu đều được đáp ứng.[7][8]

## Giám đốc công ty
Giám đốc công ty là một trong những nhân viên trong một nhóm các nhà quản lý duy trì một vai trò quan trọng trong một tổ chức và thường có vai trò cao hơn trong một tổ chức. Điều này chủ yếu là do họ quyết định cách kiểm soát doanh nghiệp và cũng đưa ra quyết định cuối cùng và quan trọng.

### Vai trò bao gồm
Giám đốc công ty chịu trách nhiệm chính về:
- Đảm bảo các mục tiêu và kế hoạch chiến lược của công ty đã được thiết lập đang được đáp ứng.
- Phân tích và giám sát tiến độ của nhân viên theo hướng đạt được các mục tiêu và mục tiêu đã đề ra.
- Bổ nhiệm hoặc thuê người quản lý cấp cao cho một số phòng ban như Tài chính và Tiếp thị.[10][11]

## Giám đốc tài chính
Giám đốc tài chính giám sát và duy trì trách nhiệm hoàn toàn của bộ phận tài chính của doanh nghiệp. Anh / cô ấy cũng chịu trách nhiệm đảm bảo rằng giám đốc điều hành và hội đồng quản trị nhận được luồng thông tin tài chính. Các trách nhiệm khác bao gồm sản xuất tài khoản hàng năm, duy trì kiểm soát các giao dịch hoàn chỉnh, đặt ra các mục tiêu tài chính và ngân sách cho doanh nghiệp và cũng quản lý các chính sách của công ty. Giám đốc tài chính cũng phải báo cáo cho Tổng giám đốc.